# Communauté de communes du Pays d'Erstein
La Communauté de communes du Pays d'Erstein est une ancienne communauté de communes située dans le département du Bas-Rhin et la région Grand Est qui regroupait 10 communes pour une population de 17 920 habitants.
La communauté de communes était également membre d'une Conférence Intercommunautaire incluant la Communauté de communes de Benfeld et environs et la Communauté de communes du Rhin. Le 1er janvier 2017, elle fusionne avec ces deux communautés de communes pour former la communauté de communes du canton d'Erstein.

## Historique
- 16 octobre 1967: création du Syndicat à Vocation Multiple pour la construction et le fonctionnement du collège d'enseignement secondaire d'ERSTEIN

- 27 mars 1972: transformation en Syndicat à Vocation Multiple du Secteur d'ERSTEIN

- 23 septembre 1974: transformation en SIVOM du secteur d'ERSTEIN

- 3 juin 1980: SIVOM de la Plaine d'ERSTEIN

- 25 janvier 1991: SIVOM du Pays d'ERSTEIN

- 28 décembre 1995: création de la Communauté de Communes du Pays d'ERSTEIN

- 31 décembre 2017: Fusion avec la Communauté de communes de Benfeld et environs et la Communauté de communes du Rhin pour former la communauté de communes du canton d'Erstein

## Composition
- Bolsenheim (2 délégués)
- Erstein (9 délégués)
- Hindisheim (3 délégués)
- Hipsheim (2 délégués)
- Ichtratzheim (2 délégués)
- Limersheim (2 délégués)
- Nordhouse (3 délégués)
- Osthouse (2 délégués)
- Schaeffersheim (2 délégués)
- Uttenheim (2 délégués)

## Compétences
- Compétences obligatoires
  - Aménagement de l'espace
    - Organisation du territoire (par exemple: mise en place d'un parc d'activité intercommunal)
    - Préservation et mise en valeur des paysages naturels et urbains (par exemple : développement des pistes cyclables intercommunales)
    - Mise en place d'un schéma directeur d'aménagement du territoire (SCOTERS)

- - Actions de développement économique
    - Office du tourisme
    - Relais emploi

- Compétences optionnelles
  - Protection de l'environnement (par exemple : gestion de la déchèterie, assainissement)
  - Logement (mission habitat)
  - Construction, entretien d'équipements collectif (exemple: Gymnase)

## Administration
La communauté de communes du Pays d'Erstein avait son siège à Erstein. Son dernier président est M. Willer Jean-Marc.